# Rybitwa królewska
Rybitwa królewska (Thalasseus maximus) – gatunek ptaka z rodziny mewowatych (Laridae), zamieszkujący wybrzeża Ameryki Południowej i Północnej (z Środkową włącznie). Nie jest zagrożony.

## Systematyka
Za podgatunek T. maximus uznawano rybitwę jasnogrzbietą (T. albididorsalis), zamieszkującą wybrzeża zachodniej Afryki (w sezonie lęgowym od Mauretanii do Gwinei). W 2017 roku w oparciu o badania genetyczne dowiedziono, że mimo fizycznego podobieństwa ptaki te nie są ze sobą bardzo blisko spokrewnione, a taksonem siostrzanym rybitwy jasnogrzbietej jest rybitwa bengalska (T. bengalensis). W 2020 roku podział na dwa osobne gatunki został zaakceptowany przez większość ornitologicznych autorytetów, w tym Międzynarodowy Komitet Ornitologiczny (IOC), North American Classification Committee (NACC) czy Clements Checklist of Birds of the World. Na liście ptaków świata opracowywanej przez BirdLife International i autorów Handbook of the Birds of the World (wersja z października 2024) zmiany tej nadal nie uwzględniono.

## Morfologia

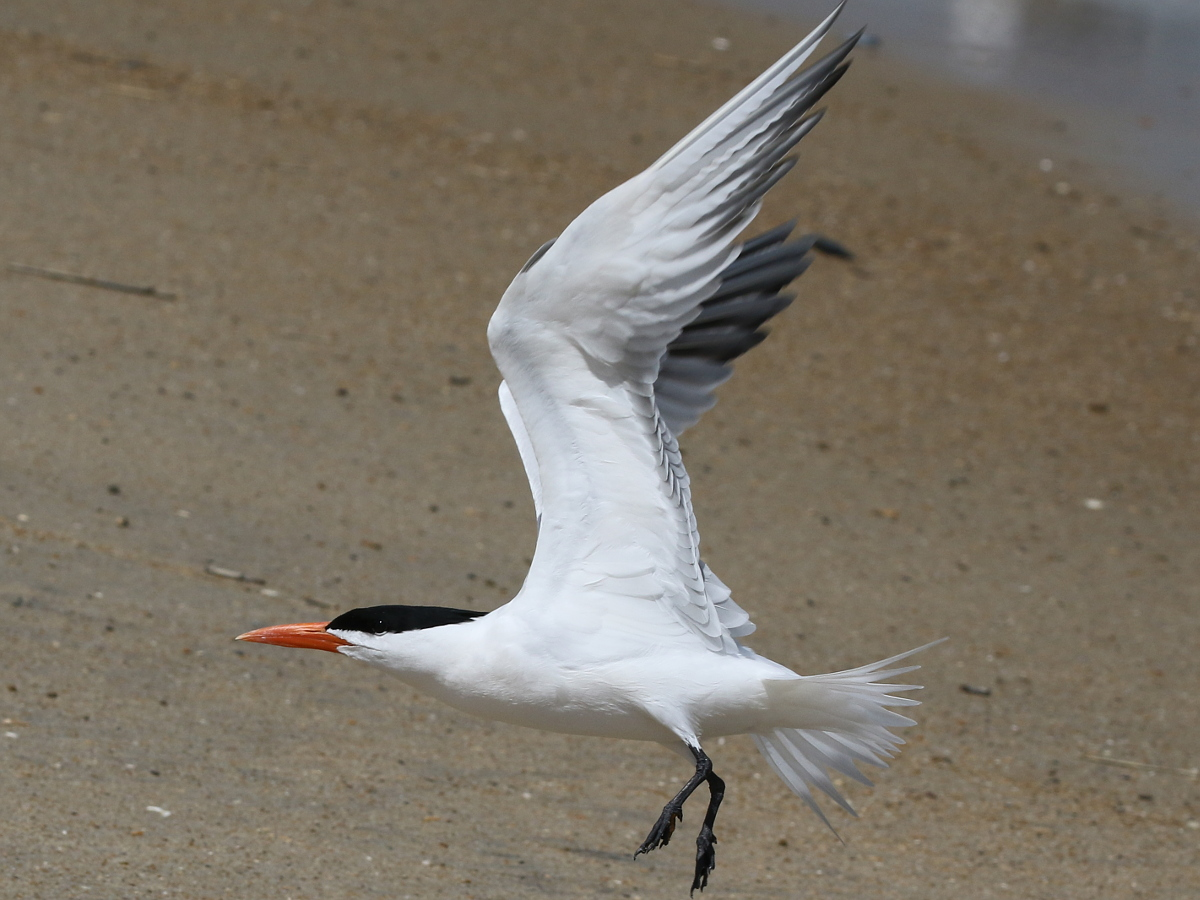
Ptak w szacie godowej

WyglądObie płcie są do siebie podobne. Białe pióra na ciele, szary płaszcz oraz czarna czapka, z białymi plamkami na czole i czubkiem na potylicy. W upierzeniu spoczynkowym oraz młodocianym czoło jest białe. Dziób duży, pomarańczowy do żółtopomarańczowego. W locie widać jasny spód lotek I rzędu.
Wymiary
- Długość ciała: 45–51 cm[4]

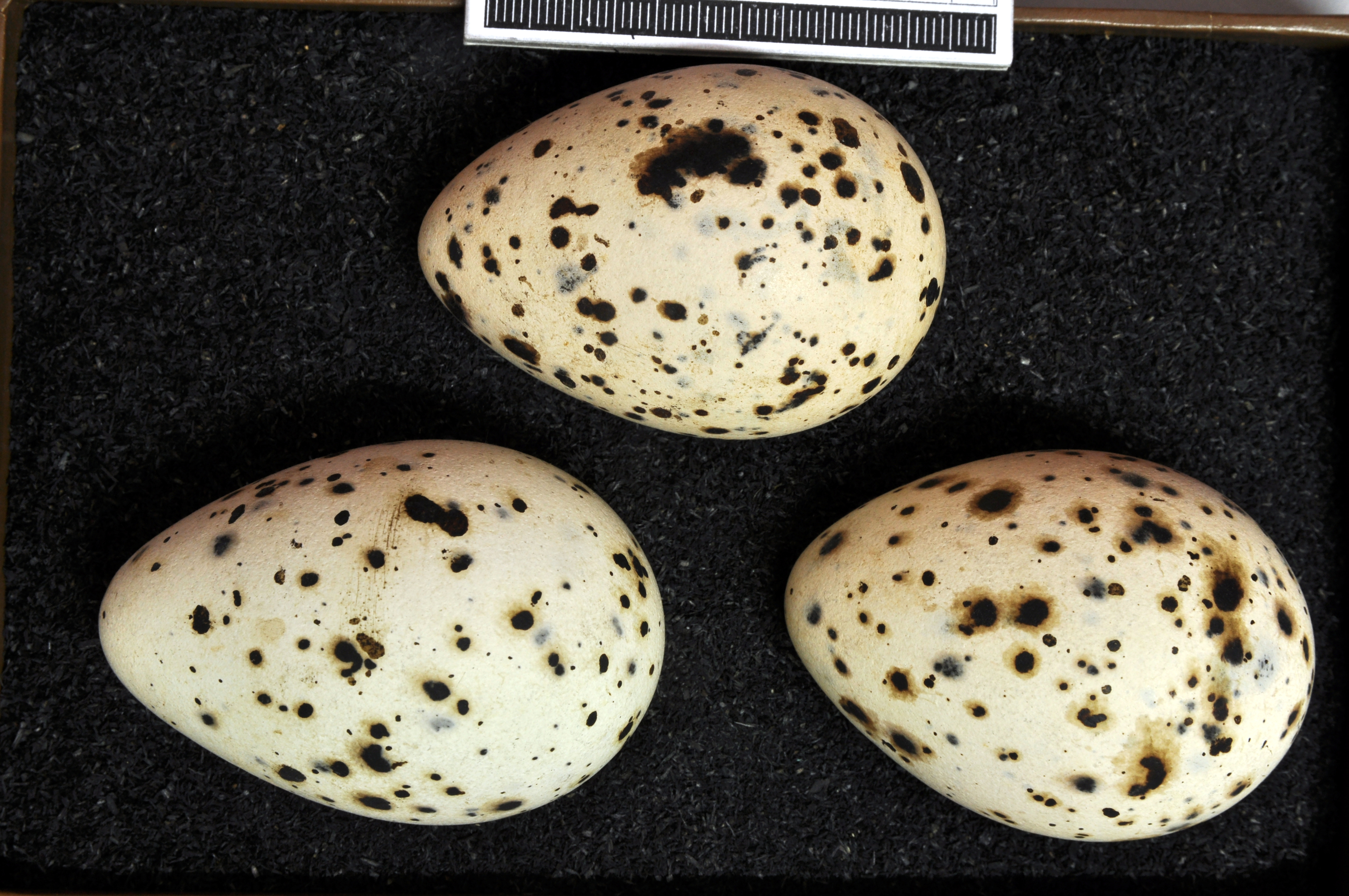
Jaja z kolekcji muzealnej

- Rozpiętość skrzydeł: 100–135 cm[4]
- Masa ciała: 320–500 g[4]

## Zasięg występowania
W sezonie lęgowym południowa Kalifornia do stanu Sinaloa (Meksyk), Maryland (rzadko New Jersey) do Teksasu, oraz przez Indie Zachodnie do regionu Gujana i być może Brazylii; osobne populacje lęgowe na półwyspie Jukatan, w południowej Brazylii, Urugwaju i północnej Patagonii. Zimą zasięg występowania rozszerza się na południe po Peru, Urugwaj i Argentynę.

## Ekologia i zachowanie
Żyje w wielkich stadach. Zjada ryby, skorupiaki i stawonogi. Gniazduje na piaszczystych plażach, wyspach barierowych czy sztucznych wyspach powstałych z wysypywania urobku wydobytego przez pogłębiarki. Gniazdo stanowi niewielkie zagłębienie w podłożu wydrapane stopami i ukształtowane własnym ciałem; nie jest ono niczym wyścielone. Samica składa jedno lub dwa jaja. Okres inkubacji: 28–31 dni.
Ptaki te żyją zazwyczaj do 17 lat. Najstarszy znany osobnik, odnaleziony w 2013 roku w Belize, miał 30 lat i 6 miesięcy.

## Status
Międzynarodowa Unia Ochrony Przyrody (IUCN) uznaje rybitwę królewską za gatunek najmniejszej troski (LC – Least Concern), stosuje jednak starsze ujęcie systematyczne – z rybitwą jasnogrzbietą jako podgatunkiem. W 2017 roku organizacja Partners in Flight szacowała liczebność światowej populacji lęgowej na 250 tysięcy osobników. Trend liczebności w Ameryce Północnej uznawany jest za stabilny lub lekko wzrostowy, choć na Florydzie odnotowano znaczące spadki liczebności.